# Best-first Search
O algoritmo de busca melhor-primeiro ou "best-first" usa a função heurística F(n)=h(n) de procura ao nó de destino. Esta procura expandir o nó que é mais próximo ao objetivo, implicando numa condução rápida até o nó destino.
A heurística é aplicada globalmente, isto é, o caminho a ser seguido é selecionado entre todos os nós abertos até o momento, o nó aberto com a melhor nota é escolhido para a expansão.